# Junnosuke Yamamoto
Junnosuke Yamamoto (Japans: 山本純ノ介, Yamamoto Junnosuke) (Tokio, 24 februari 1958) is een Japans componist, muziekpedagoog en pianist. Hij is een zoon van het echtpaar Naozumi Yamamoto en Masami Yamamoto. 

## Levensloop
Yamamoto kreeg zijn eerste pianoles door zijn grootvader Tadashi Yamamoto, die ook componist was. Hij studeerde aan de Tokyo National University of Fine Arts and Music (Japans: 東京藝術大学, Tōkyō Gei-jutsu Daigaku) in Tokio, nu: Tokyo University of the Arts geheten. Hij won een prijs tijdens de compositiewedstrijd van de Silk Road International Orchestral Composition Competition. Met een studiebeurs kon hij bij onder anderen Dieter Schnebel aan de Universiteit van de Kunsten in Berlijn studeren. Verder studeerde hij gedurende de Internationale Ferienkurse für Neue Musik Darmstadt. Tegenwoordig is hij professor in muziek aan de Chiba Universiteit in Chiba en docent aan de Tokyo University of the Arts. 
Als componist schreef hij werken voor verschillende genres. Hij is bestuurslid van The Japan Federation of Composers Inc. (JFC) en lid van de Japanese Society for Rights of Authors, Composers and Publishers.

## Composities

### Werken voor orkest

#### Symfonieën
- 1990 Una Pregiera Sinfonica, voor orkest
- 1991 Hokken-den Symfonie - Symfonie nr. 2, voor orkest
- 1998 Symfonie nr. 3 - Die fünfstöckige Pagode, voor orkest

#### Andere werken voor orkest
- 1991-1992 Karura - Reimei no Hibiki (Dawn Sounds), voor orkest
- 1995 Prominence, voor pipa en orkest
- 1996 Doppelkonzert, voor shakuhachi, kugo[2] en orkest
- 1996 Kollaborieren, voor gemengd koor en orkest
- 1997 Die Schraube - Musik und Klänge als spirale Tonströme in 12 Zeitrahmen der 4. Dimension, voor orkest

### Werken voor harmonieorkest
- 1989 Chaos für Blasmusik

### Muziektheater

#### Opera's
| Voltooid in | titel          | aktes       | première | libretto |
| ----------- | -------------- | ----------- | -------- | -------- |
| 1993        | Tama no Miyako | 2 bedrijven | 1998     |          |

#### Toneelmuziek
- 1997 Sousaku Hyougen - Heimkehren, voor sopraan, tenor, gemengd koor en orkest
- 2003 Kleine Geschichte: Der Himmel und die Erde
- Momo - tekst: Michael Ende

### Vocale muziek

#### Werken voor koor
- 1986 Banshou, voor gemengd koor - tekst: Koichi Sakurai
- 1994 Kirei, voor gemengd koor - tekst: Chimako Tada
- 1995 Kou-sou, voor gemengd koor
- 1996 Nijuoku Kounen no Kodoku, voor gemengd koor
- 1997 Niokunen zutu 23 kai, voor kinderkoor (of vrouwenkoor)
- 1998 Suite I, voor gemengd koor a capella
- 1999 Shinshou no Umi, voor gemengd koor
- 2001 Nido to Nai Jinsei dakara, voor gemengd koor en piano
- 2004 Kousou (Burial in light), suite voor gemengd koor - tekst: Sakon Sō
  1. Kaze no koutai = Wind is relayed
  2. Komorebi = Sunlight through the trees
  3. Sakana tachi - chōrōkataru = Fish - the vener able one speaks
  4. Hikari no intāmetto = Intermezzo of light
  5. Kami no kage - chōrōkataru = The shadow of God - the vener able one speaks
  6. Kousou = Burial in light
- 2003 Nishikaze Rai Rai, voor kinderkoor (of vrouwenkoor)
- 2005 An aesthetic of destruction, voor gemengd koor en piano
- 2006 Everyday Song for Parents and Children, voor gemengd koor en piano
- 2008 Panta Rhei, suite voor mannenkoor a capella
  1. Ritsu no Sho
  2. Sen no Sho
  3. Sho no Sho
- 2010 Physis, suite voor gemengd koor 
  1. Shigi Tatsu Sawa
  2. Yume no Naka no Rakka
- 2010 Ricordo, suite voor gemengd koor

#### Liederen
- 1980 Ondine, voor sopraan en piano
- 1995 Fusion, voor sopraan en piano
- 1996 Illusion in Spring, voor sopraan en piano
- 1997 Das Meer, voor sopraan en piano
- 2002 A Book, voor tenor en piano
- 2003 Biblion, voor tenor en piano
- 2003 Eine Kleine Fabel “Himmel und Erde”, voor dwarsfluit, marimba en acteur
- 2004 Epitaph, voor mezzosopraan, klarinet, piano, 2 violen, altviool en cello
- 2005 San sa Chatto, voor bariton en piano
- 2008 Thank You for Dear Mother, voor sopraan en piano
- 2009 Ubusuna no Ki, voor sopraan en piano
- 2009 Prolog im Himmel, voor sopraan en piano - tekst: Johann Wolfgang von Goethe
- 2010 Celebration Paean, voor sopraan, Shō en gitaar
- 2010 Toh-i Furusato no Kishi wo Motomete, voor bariton en piano - tekst: Aleksandr Poesjkin
- 2010 Symbiosis Maturity~Budding~Lively, voor sopraan, mezzosopraan en orkest
- 2010 San sa Chatto I, II, voor bariton en piano - tekst: Lee Seung Soon
- Sugite yuku kōkei yori : Karete yuku oto, voor gemengd koor en orkest - tekst: Takashi Tsujii

### Kamermuziek
- 1978 Calligraphy, voor cello en piano
- 1980 Octet, voor blaasinstrumenten (dwarsfluit, hobo, klarinet, fagot, hoorn, trompet, trombone en tuba)
- 1988 Traumgesicht 1, voor Shakuhachi en slagwerk
- 1994 Augenblickliche Nachbild , voor hoorn en piano
- 1994 rev. 2001 Calligraphy II, voor cello
- 1997 Trio Symbiosis, voor viool, koto en pipa
- 1997 Rankei, voor koto, 2 violen, altviool, cello en 2 slagwerkgroepen
- 1999 Mehr Licht, voor serpent, 3 fagotten, contrafagot en slagwerk
- 2002 Homage, voor cello
- 2002 Shakkei, voor viool, marimba en piano
- 2003 Hakugin ni Hisomu Yottsu no Otodama, voor 13-snaren koto, 17-snaren koto, pipa, domra, kantele, viool, hobo en fagot
- 2004 Kalligraphie, voor cello en piano
- 2004 Kalligraphie II, voor cello
- 2004 Suite, voor dwarsfluit en marimba
- 2002 Shakkei (Eine Schuldenlandschaft), voor hobo, marimba en piano
- 2007 Shakkei 2, voor hobo, marimba en piano

### Werken voor orgel
- 2006 Der Orgelpunkt für einen Augenblick

### Werken voor piano
- 1994 rev. 2003 Absolute Musik für Klavier
- 2004 Absolute Musik für Klavier Nr. 2

### Elektroakoestische muziek
- 2008 Switch with Self-made Image, voor computer

### Werken voor historische Japanse instrumenten
- 1993 Japanischer Herbstregen, voor 20-snaren koto en 17-snaren koto
- 1993 Ruine 1, voor koto, sangen en shakuhachi
- 1994 Akonaha[3] voor 3 koto
- 1996 Suite "Der Faden in der Luft", voor koto solo
- 2010 Lumen Sonans, voor 20-snaren koto, 17-snaren koto en shakuhachi

### Filmmuziek
- 1992 Calimero, tekenfilmserie (Verzamelbox 2)